# ヨーロッパ女子数学オリンピック
ヨーロッパ女子数学オリンピック（英語: European Girls' Mathematical Olympiad）は高校生の女子のみを対象とする数学の競技の国際大会。略称はEGMO。
日本代表の選手は日本数学オリンピックの、高校2年生以下の女子応募者の中の希望者に対して11月にEGMO一次選抜試験が実施され、その成績上位者の中から翌年1月のJMO (日本数学オリンピック) 予選によって選抜される。

## 競技内容
試験形式は国際数学オリンピックと同様である。試験は2日間にわたり、1日の試験時間は4時間半。3問の問題からなる問題用紙が両日1枚ずつ配布され、参加者はこれに回答する。
参加国は、大学に在学していない20歳以下の女子選手4名からなるチームを派遣する。
問題は１問あたり7点満点で採点されるため、大会全体では42点満点となる。

## 概要
2012年から開催された女子のための数学オリンピックであり、これに先行する中国女子数学オリンピックから着想を得て生まれた。
大会の開催地はヨーロッパであるが、毎年ペルーから日本までヨーロッパ外の数か国が招待され大会に参加している。第1回大会はイギリスのケンブリッジで開催された。これ以降、他の9か国によって開催国が担当されてきた。参加国は第1回の19カ国から第10回の54カ国へ、出場者数は第1回の61人から第10回の213人へと増加している。
選手は4人一組で国家の代表チームとして参加するが、競技そのものは個人戦である。
代表の選考方法は国によって異なるが、国内の数学オリンピックなどでの成績が関係する事が多く、代表へのハードルは徐々に高くなっている。
各賞の授与基準は以下の通りに定められている。
- 参加者の上位1/12の成績を納めた者は第1等として金メダルが与えられる。
- これに続いて上位1/6の成績を収めた者には第2等として銀メダルが与えられる。
- 第2等に続いて上位1/4の成績を収めた者には第3等として銅メダルが与えられる。
- メダルの獲得には至らなかったが、問題ごとの最高点を獲得した者には honorable mention (特別賞)が与えられる。

2021年、この数学オリンピックの成功に触発された二つの女子大会、ヨーロッパ女子インフォマティクスオリンピックと汎アメリカ女子数学オリンピックが新たに始まった。

## 各大会概要

### 2012年大会
2012年4月、イギリス数学トラストの運営によりケンブリッジ大学マレー・エドワーズ・カレッジで開催。ベルギー・ブルガリア・フィンランド・ハンガリー・アイルランド・イタリア・ルクセンブルグ・ラトビア・オランダ・ポーランド・ルーマニア・セルビア・スイス・トルコ・ウクライナ・イギリスの欧州十六か国と、サウジアラビア・インドネシア・アメリカの三か国が参加した。
試験はケンブリッジ大学の数理科学センターで行われた。

### 2013年大会
2013年4月、ルクセンブルグ数学会とアリーヌ・マイリッシュ高校の共同運営によりルクセンブルグで開催。22か国参加。

### 2014年大会
2014年4月トルコ科学技術研究会議の運営によりトルコのアンタルヤで開催。29か国参加。

### 2015年大会
ベラルーシのミンスクで開催。30の代表選手団が参加。

### 2016年大会
ルーマニアのブシュテニで開催。39の代表選手団が参加。

### 2017年大会
スイスのチューリッヒで開催。44の代表選手団が参加。
銀メダリストの一人ユーリヤ・ズダノフスカは2022年ロシアのウクライナ侵攻が原因で死亡している。

### 2018年大会
2018年4月、イタリアのフィレンツェで開催。
51か国（うち15か国が欧州外）から195名の選手が参加。平均点は42点満点中16.81点で、この統計からヨーロッパ女子数学オリンピック史上最も簡単な大会であったとされた。
金メダル17個（32点以上）、銀メダル39個（22点以上）、銅メダル52個（15点以上）が授与された。メダル獲得数の上位5カ国は、ロシア・アメリカ・イギリス・ポーランド・ウクライナ。
5名の満点取得者が出た。

### 2019年大会
2019年4月、ウクライナのキエフで開催。
49か国（うち13か国が欧州外）から196名の選手が参加。平均点は42点満点中16.75点。
金メダル19個（29点以上）、銀メダル37個（21点以上）、銅メダル56個（16点以上）が授与された。メダル獲得数の上位5カ国は、アメリカ・ウクライナ・ブルガリア・ポーランド・セルビア。
満点取得者はセルビアのJelena Ivancicただ一人であった。

### 2020年大会
オランダのエグモント・アーン・ゼーで開催予定であったが、オンラインの大会に変更された。
52か国（うち13か国が欧州外）から204名の選手が参加。平均点は全42点満点中13.01点。
金メダル19個（26点以上）、銀メダル42個（18点以上）、銅メダル51個（11点以上）が授与された。メダル獲得数の上位5カ国は、ロシア・セルビア・ルーマニア・アメリカ・イギリス。
満点取得者は出ず、最高成績はAmina Abu Shanab（ルーマニア）の39点であった。

### 2021年大会
ジョージアのクタイシ大学で開催される予定であったが、コロナウイルスのパンデミックのためオンラインの大会に変更された。
54か国（うち17か国が欧州外）から213名の選手が参加。平均点は全42点満点中9.77点。
金メダル27個（21点以上）、銀メダル30個（14点以上）、銅メダル52個（8点以上）、 honorable mention4個（1問において7点満点）が授与された。メダル獲得数の上位5カ国は、ロシア・アメリカ・ペルー・ルーマニア・イギリス。

### 2022年大会
ハンガリーのエゲルで開催予定。